# كيفن كرونين
كيفن كرونين (بالإنجليزية: Kevin Cronin)‏ هو مغني وعازف قيثارة أمريكي، ولد في 6 أكتوبر 1951 في إيفانستون في الولايات المتحدة.

## وصلات خارجية
- الموقع الرسمي
- كيفن كرونين على موقع IMDb (الإنجليزية)
- كيفن كرونين على موقع ميوزك برينز (الإنجليزية)
- كيفن كرونين على موقع أول ميوزيك (الإنجليزية)
- كيفن كرونين على موقع ديسكوغز (الإنجليزية)
- كيفن كرونين على موقع قاعدة بيانات الفيلم (الإنجليزية)